# Stèle du génocide de Meyzieu
La stèle du génocide de Meyzieu est un mémorial commémorant le génocide arménien, installé à Meyzieu  en région lyonnaise. Située sur un rond-point traversée par une rue du 24-avril-1915 aboutie, elle a été inaugurée en 2001. 

## Présentation
Son concepteur est Rafi Bedrossian. La forme de stylo de la stèle évoque la rafle des intellectuels arméniens du 24 avril 1915 à Constantinople.
La stèle constitue un lieu de commémoration du génocide arménien.